# República romana media
El período conocido como la República romana media es una etapa histórica de dicho estado sucedido entre inicios del siglo III a. C. y mediados del siglo II a. C. en el que la ciudad de Roma empezó a expandir su zona de influencia más allá de la península itálica por el Mediterráneo, entrando en conflicto con la antigua colonia fenicia de Cartago, dando lugar a las guerras púnicas que terminaran con el establecimiento de Roma como la mayor potencia en dicha región mediterránea y llevarán  posteriormente a la etapa conocida como República romana tardía.

## Expansión mediterránea (281-148a.C.)
Italia peninsular, inició una larguísima serie de guerras que la llevaron a dominar el mundo mediterráneo. Las guerras púnicas marcaron la primera etapa de esta expansión. La ciudad de Cartago, situada en la costa del Túnez actual, había creado un imperio marítimo que dominaba todo el Mediterráneo occidental, con colonias en Hispania, Baleares, y sobre todo Sicilia, de donde llegó a expulsar a los griegos. En 264 a. C. Roma decidió ocupar las colonias cartaginesas en Sicilia. Para ello construyó una flota de guerra, y tras años de batallas de distinto signo, en 241 a. C. Cartago tuvo que capitular, y los romanos, tras apoderarse de Sicilia, aprovecharon el debilitamiento de su enemigo para ocupar Córcega y Cerdeña, y para penetrar en la Galia Cisalpina. La segunda guerra púnica 218-201 a. C. se desarrolló en Hispania, Italia y finalmente África. La difícil victoria final de Roma supuso la ocupación de Hispania, con sus ricos yacimientos argentíferos, así como el aniquilamiento, primero político 201 a. C., y más tarde material, de Cartago que en 146 a. C. fue totalmente destruida. Su población fue exterminada o esclavizada, y su territorio pasó a convertirse en la provincia romana de África.
En el Mediterráneo oriental, Roma se enfrentó sucesivamente a los monarcas de los estados helenos surgidos del imperio de Alejandro: Filipo V 197 y Perseo 168, reyes de Macedonia, y Antíoco III de Siria 189. Macedonia y Grecia se convirtieron en provincias (146). Átalo III de Pérgamo legó su reino a Roma en 133 a. C., erigido en provincia romana de Asia.
Roma consolidó su dominio de la cuenca occidental del Mediterráneo con el establecimiento de numerosas colonias en la Galia cisalpina, la definitiva conquista de Hispania toma de Numancia, 133 a. C., y la ocupación de la Galia del sur, que, convertida en provincia, la Narbonense, permitió la unión terrestre de Hispania con Roma por la vÍa Domitia.

### Desequilibrio económico y social
Estas conquistas comportaron una verdadera revolución económica. El botín, las indemnizaciones de guerra, y los tributos pagados por las provincias, enriquecieron al estado y a los particulares. Los miembros de la clase senatorial acapararon las tierras que el estado se había reservado en las conquistas el Ager publicus, los caballeros administraron la explotación de los bienes públicos (por eso su nombre de publicanos) en la que se entregaron a la especulación. Pero las conquistas trastocaron también el frágil equilibrio social de la república: los esclavos, cada vez más numerosos, se rebelaron el mando de Espartaco, muchos pequeños campesinos italianos, arruinados, aumentaron la plebe urbana de Roma, cada vez más susceptible de manipulación demagógica; los habitantes de los territorios ocupados estaban descontentos por la explotación pura y dura a la que estaban sometidos por sus gobernantes; los italianos deseaban la igualdad con los romanos y los caballeros, los mismos honores que los senadores. Las instituciones creadas para administrar una ciudad no servían para el nuevo gran imperio. Al mismo tiempo, el gusto por el lujo se introdujo en las costumbres a pesar de las leyes suntuarias. El arte y la literatura se transformaron por influencia del oriente helenizado.

### Guerra pírrica (280-275a.C.)

Ruta de Pirro de Epiro.

Al final del siglo III a. C. Roma se había establecido como una gran potencia de la península itálica, pero todavía no había entrado en conflicto con las potencias militares dominantes del Mediterráneo de la época: Cartago y los reinos griegos. Roma había vencido completamente a los samnitas, dominaba a sus pueblos latinos compañeros, y había reducido en gran medida el poder etrusco en la región. Sin embargo, el sur de Italia estaba controlado por las colonias griegas de Magna Grecia, que habían sido aliadas de los samnitas, y la continua expansión de Roma hizo surgir el inevitable conflicto.
Cuando, tras una disputa diplomática entre Roma y la colonia griega de Tarento, estalló una guerra abierta en la batalla naval de Turios, Tarento pidió ayuda militar a Pirro, rey de Epiro. Motivado por sus obligaciones diplomáticas con Tarento y un deseo personal de realización militar, Pirro trasladó un ejército griego de unos 25.000 hombres y un contingente de elefantes de guerra en 280 a. C. a suelo italiano, donde sus fuerzas se unieron a algunos colonos griegos y una parte de los samnitas que se rebeló contra el control romano.
El ejército romano todavía no había visto elefantes en batalla, y su inexperiencia torció la balanza en favor de Pirro, en la batalla de Heraclea, en 280 a. C., y de nuevo en la batalla de Asculum en 279 a. C. A pesar de estas victorias, la posición de Pirro en Italia era insostenible. Roma rechazó firmemente negociar con Pirro mientras su ejército permaneciera en Italia. Además, Roma firmó un tratado de apoyo mutuo con Cartago, y Pirro descubrió que, contrariamente a sus expectativas, ninguno de los otros pueblos itálicos se uniría a la causa griega y samnita. Al sufrir unas pérdidas inaceptables en cada enfrentamiento con el ejército romano y no lograr encontrar más aliados en Italia, Pirro se retiró de la península e hizo campaña en Sicilia contra Cartago, abandonando a sus aliados a hacer frente a los romanos por su cuenta.
Cuando su campaña siciliana también terminó siendo un fracaso, a petición de sus aliados italianos, Pirro volvió a Italia para enfrentarse a Roma una vez más. En 275 a. C., Pirro se enfrentó de nuevo al ejército romano en la batalla de Benevento. Esta vez los romanos habían ideado métodos para tratar con los elefantes de guerra, incluyendo el uso de jabalinas, fuego y, según una fuente, simplemente golpear fuertemente a los elefantes en la cabeza. Aunque la batalla de Benevento no fue decisiva, Pirro se dio cuenta de que tantos años de campañas extranjeras habían agotado y mermado a su ejército y, viendo poca esperanza de mayores ganancias, se retiró completamente de Italia.
Sin embargo, los conflictos con Pirro tendrían un gran efecto en Roma. Esta había demostrado ser capaz de hacer frente a las potencias militares dominantes del Mediterráneo, y demostró con mayor seguridad que los reinos griegos eran incapaces de defender sus colonias en Italia y en otras partes del extranjero. Roma ocupó rápidamente el sur de Italia, subyugando y dividiendo a Magna Grecia. Dominando efectivamente la península itálica, y con una demostrada reputación militar internacional, Roma empezó a mirar hacia afuera para expandirse más allá del suelo italiano. Como los Alpes formaban una barrera natural al norte, y Roma no tenía interés en enfrentarse de nuevo a los fieros galos en batalla, la mirada de la ciudad se volvió hacia Sicilia y las islas del Mediterráneo, una política que los llevaría al conflicto directo con su anterior aliado, Cartago.

### Guerras púnicas (264-146a.C.)

Teatro de las guerras púnicas.

Roma empezó a hacer la guerra fuera de la península itálica en las guerras púnicas contra Cartago, antigua colonia fenicia de la costa norte de África que se había desarrollado hasta ser un estado poderoso. Estas guerras, que comenzaron en 264 a. C., fueron probablemente el mayor conflicto de la Antigüedad y vieron a Roma convertirse en una potencia mediterránea, con territorios en Sicilia, África del Norte, España y, tras las guerras macedónicas, Grecia.
La primera guerra púnica comenzó en 264 a. C., cuando las colonias griegas de Sicilia empezaron a apelar a las dos potencias entre las que se encontraban (Roma y Cartago) para resolver conflictos internos. Los deseos de Roma y Cartago de verse implicados en los asuntos de una tercera parte podrían indicar su voluntad de comprobar mutuamente su poder sin entrar en una guerra completa de aniquilación; había ciertamente un considerable desacuerdo dentro de Roma sobre la pertinencia de buscar la guerra en absoluto. La guerra comenzó muy pronto en Sicilia, con batallas terrestres como la de Agrigento, pero el teatro de operaciones se trasladó después a las batallas navales en las costas de Sicilia y África. Para los romanos, la guerra naval era un concepto relativamente inexplorado. Antes de la primera guerra púnica, en 264 a. C., no existía una armada romana como tal, ya que todas las guerras anteriores de Roma se habían librado en Italia. La nueva guerra en Sicilia contra Cartago, una gran potencia naval, forzó a Roma a construir rápidamente una flota y entrenar marineros.
Roma se estrenó en la guerra naval «como un ladrillo en el agua» y las primeras batallas navales de la primera guerra púnica fueron verdaderas catástrofes, como era razonable esperar de una ciudad que no tenía una verdadera experiencia en guerra naval. Sin embargo, después de entrenar a más marineros e inventar una máquina de abordar llamada corvus (en español, cuervo), una fuerza naval romana bajo el mando de C. Duillio consiguió derrotar contundentemente a una flota cartaginesa en la batalla de Milas. En solo cuatro años, un estado sin ninguna experiencia naval había conseguido superar en batalla a una potencia marítima importante. Se sucedieron otras victorias navales en la batalla de Tíndaris y la batalla del Cabo Ecnomo.
Tras haber ganado el control de los mares, una fuerza romana desembarcó en la costa africana bajo el mando de Régulo, que en principio fue victorioso, ganando la batalla de Adís y forzando a Cartago a pedir la paz. Sin embargo, los términos de la paz que proponía Roma eran tan duros que las negociaciones fracasaron y, en respuesta, los cartagineses contrataron a Jantipo, un mercenario de la marcial polis (ciudad griega) Esparta, para reorganizar y liderar su ejército. Jantipo consiguió aislar al ejército romano de su base y restablecer la supremacía naval de Cartago, luego venció y capturó a Régulo en la batalla de Túnez.
A pesar de ser derrotados en el suelo africano, con sus nuevas habilidades navales, los romanos vencieron contundentemente de nuevo a los cartagineses en una batalla naval —en gran parte mediante las innovaciones tácticas de la flota romana—, la batalla de las Islas Egadas, y dejando a Cartago sin flota y sin dinero suficiente para construir una. Para una potencia marítima, la pérdida de su acceso al Mediterráneo afectó financiera y psicológicamente, y los cartagineses volvieron a pedir la paz, durante la cual los romanos lucharon con la tribu de los liguros y con los insubros.
La continua desconfianza condujo a la renovación de las hostilidades en la segunda guerra púnica, cuando Aníbal Barca, un miembro de la familia bárcida de nobleza cartaginesa, atacó Saguntum, una ciudad con lazos diplomáticos con Roma. Luego Aníbal formó un ejército en Hispania y cruzó famosamente los Alpes italianos para invadir Italia. En la primera batalla en suelo italiano, la batalla del Ticino, en 218 a. C., Aníbal venció a los romanos, bajo el mando de Publio Cornelio Escipión el Viejo, en una pequeña batalla de caballería en Tesino. El éxito de Aníbal continuó con las victorias en la batalla del Trebia, la batalla del Lago Trasimeno, y la batalla de Cannas, en lo que se considera una de las grandes obras maestras del arte táctico, y durante un tiempo «Aníbal parecía invencible», capaz de doblegar a los ejércitos romanos a voluntad. Tras Cannas, buena parte del sur de la península itálica se alió con Aníbal y Roma debió hacer frente a una guerra territorial por el dominio de Apulia, Samnio, Campania, Lucania, Brucio y el Salentino.
En las tres batallas de Nola, el general romano Marco Claudio Marcelo consiguió hacer retroceder a Aníbal. De ahí en adelante Aníbal no volvió a obtener ninguna victoria total sobre un ejército consular romano, aunque en varios enfrentamientos igualados pudo llevar la mejor parte (primera batalla de Capua, la batalla de Numistro y la batalla de Canusio). Sí que fueron aniquilados sin embargo los ejércitos de dos pretores (primera batalla de Herdonea y batalla del Silaro) y el de un procónsul (segunda batalla de Herdonea).
Ya desde 216 a. C., el hermano de Aníbal, Asdrúbal Barca, quería dirigir desde Hispania un ejército de refuerzo hacia Italia y unirse a su hermano. Vencido en diversas ocasiones, no pudo hacer realidad dicho plan. Pero en 208 a. C. y tras volver a sufrir otra derrota en Hispania en la batalla de Baecula, pudo reconstruir sus huestes y finalmente salir de la península ibérica cruzando los Pirineos, atravesando el sur de la Galia, e ingresando a la Galia Cisalpina (norte de la península itálica) a través de los Alpes en la primavera de 207 a. C. emulando a Aníbal. Pero finalmente fue derrotado por la acción conjunta de los ejércitos de un cónsul (Marco Livio Salinator) y el pretor en la Galia (Lucio Porcio Licino), más una legión de refuerzo del ejército del otro cónsul (Cayo Claudio Nerón), en la batalla del Metauro.
Derrotadas en 206 a. C. las últimas fuerzas púnicas en Hispania bajo mando de Asdrúbal Giscón y el hermano menor de Aníbal, Magón, Cartago envió a este último con un contingente de 12.000 hombres a abrir un nuevo frente de guerra en Liguria (al noroeste de la península itálica), donde permaneció hasta el 203 a. C. Mientras, los romanos fueron incapaces de dar un golpe definitivo a Aníbal en suelo italiano, permaneciendo el general púnico replegado en el extremo suroccidental de la península (Brucio). En 204 a. C., Roma envía un ejército a África con la intención de asolar el territorio cartaginés. En 203 a. C., en la batalla de los Grandes Campos, el ejército invasor romano, bajo el mando de Escipión el Africano, venció al ejército cartaginés de Asdrúbal Giscón y su aliado númidaSifax, y Aníbal debió acudir a África a socorrer a su patria. En la famosa batalla de Zama, Escipión venció contundentemente —destruyendo el ejército que Aníbal pudo alistar para la ocasión, poniendo fin a la segunda guerra púnica.
Cartago nunca consiguió recuperarse tras la segunda guerra púnica y la tercera guerra púnica que siguió fue en realidad una simple misión punitiva para arrasar la ciudad de Cartago hasta sus cimientos. Cartago estaba prácticamente indefensa y cuando fue asediada ofreció su rendición inmediata, accediendo a una serie de exigencias escandalosas por parte de Roma. Los romanos rechazaron la rendición, exigiendo como un término de rendición más la completa destrucción de la ciudad y, viendo que no tenían mucho que perder, los cartagineses se prepararon para luchar. En la batalla del Puerto de Cartago, tras un breve asedio la ciudad fue asaltada y completamente destruida, y su cultura "casi totalmente extinguida".

### Guerras ilíricas (229-219a.C.)
Tras la primera guerra púnica, los romanos volcaron su actividad militar en intentar erradicar la piratería que asolaba el mar Adriático. Detrás de los actos de piratería que hacían peligrar las rutas comerciales de los romanos estaba la reina Teuta, señora de Iliria. Cuando los romanos intentaron entablar negociaciones con la reina mediante el envío de embajadores, esta dio orden de darles muerte. Esto desembocó en un conflicto que se conoce como primera guerra ilírica (229 a. C.–228 a. C.). Durante este conflicto, los cónsules Lucio Postumio Albino y Cneo Fulvio Centumalo, a la cabeza de un ejército, fueron capaces de derrotar a los ilirios, estableciendo una gran parte del territorio como un protectorado romano y ascendiendo al poder a Demetrio de Faros para que controlara a la Reina Teuta.
Durante ocho años se mantuvo la paz entre los ilirios y los romanos, pero en 220 a. C., Demetrio de Faros, viendo que Roma estaba luchando contra los celtas de la Galia Cisalpina e iniciando el conflicto con Cartago que se conocería como segunda guerra púnica, alimentó sus ansias expansionistas creyendo que Roma, que ya estaba en guerra con otros dos contendientes, no sería capaz de responder a una ofensiva por parte de Iliria. Demetrio, a la cabeza de una flota de 90 navíos de guerra, inició las hostilidades con Roma en 220 a. C., a pesar de que habían sido los propios romanos los que le habían brindado la oportunidad de acceder al poder. Este conflicto iniciado por el líder ilirio se conocería como segunda guerra ilírica. Tras una serie de victorias sin importancia, Demetrio fue derrotado por el almirante naval Lucio Emilio Paulo, padre del general Lucio Emilio Paulo Macedónico, que sería el vencedor en la tercera guerra macedónica. Demetrio, tras ser derrotado, huyó a la corte del Rey Filipo V de Macedonia, donde permaneció como uno de los mayores consejeros del monarca heleno.

### Conquista de la península ibérica (218-19a.C.)

Avance romano en la península ibérica.

El conflicto de Roma con los cartagineses en las guerras púnicas les llevó a expandirse por la península ibérica, las actuales España y Portugal. El imperio púnico de la familia bárcida consistía en territorios de Iberia, gran parte del cual quedó bajo control romano durante las guerras púnicas. Italia siguió siendo el principal teatro de la guerra durante gran parte de la segunda guerra púnica, pero los romanos también intentaron destruir el Imperio Bárcida en Iberia y evitar que los principales aliados púnicos conectaran con las fuerzas de Italia.
Con los años, Roma se había expandido gradualmente a lo largo de la costa sur de Iberia hasta capturar la ciudad de Sagunto en 211 a. C. Tras dos importantes expediciones militares a Iberia, los romanos terminaron aplastando el control cartaginés de la península en 206 a. C., en la Batalla de Ilipa, y la península pasó a ser una provincia de Roma conocida como Hispania. A partir del 206 a. C., la única oposición al control romano de la península provino de las propias tribus nativas celtíberas, que debido a su falta de cohesión no consiguieron evitar la expansión romana.
Tras dos rebeliones a pequeña escala en 197 a. C., en 195–194 a. C. estalló la guerra entre los romanos y el pueblo lusitano, llamada Guerra Lusitana, en lo que hoy es Portugal. En 179 a. C., los romanos habían conseguido pacificar la mayor parte de la región y ponerla bajo su control.
Alrededor de 154 a. C., resurgió una importante revuelta en Numancia, conocida como la Primera Guerra Numantina, en la que se produjo una larga guerra de resistencia entre las fuerzas en avance de la república romana y las tribus lusitanas de Hispania. El pretor Servio Sulpicio Galba y el procónsul Lucio Licinio Lúculo llegaron en 151 a. C. y comenzaron el proceso de dominar a la población local. Galba traicionó a los líderes lusitanos, a los que había invitado a unas negociaciones de paz y que luego mató, en 150 a. C., dando un fin poco glorioso a la primera fase de la guerra.
Los lusitanos se sublevaron de nuevo en 146 a. C. bajo un nuevo líder llamado Viriato, invadiendo Turdetania (sur de España) en una guerra de guerrillas. Los lusitanos gozaron de un éxito inicial, venciendo al ejército romano en la batalla de Tribola y saqueando Carpetania, y luego venciendo a un segundo ejército romano en la primera batalla del Monte Venus, en 146 a. C., de nuevo saqueando una ciudad cercana (Segóbriga). En 144 a. C., el general Quinto Fabio Máximo Emiliano hizo una exitosa campaña contra los lusitanos, pero fracasó en sus intentos de arrestar a Viriato.
En 144 a. C., Viriato formó una liga contra Roma con varias tribus celtíberas y las persuadió para que se alzaran también contra Roma en la Segunda Guerra Numantina. La nueva coalición de Viriato venció a los ejércitos romanos en la segunda batalla de Venus en 144 a. C. En 139 a. C. fue finalmente asesinado mientras dormía por tres de sus compañeros, a los que roma había prometido recompensas. En 136 y 135 a. C. se hicieron otros intentos para obtener un control completo sobre la región de Numancia, pero fracasaron. En 134 a. C., el cónsul Escipión Emiliano consiguió finalmente suprimir la rebelión tras su exitoso sitio de Numancia.
Como la invasión romana de la península ibérica había comenzado en el sur con los territorios del Mediterráneo controlados por los bárcidas, la última región de la península en quedar subyugada estaba muy al norte. Las guerras cántabras, o astur-cántabras, del 29 a. C. al 19 a. C., tuvieron lugar durante la conquista romana de estas provincias norteñas de Cantabria y Asturias. Iberia quedó completamente ocupada en 25 a. C. y la última revuelta fue sofocada en 19 a. C.

### Grecia y Macedonia (215-148a.C.)
La preocupación de Roma con su guerra con Cartago le proporcionó a Filipo V de Macedonia, en el norte de Grecia, la oportunidad de intentar extender su poder hacia el oeste. Filipo envió embajadores al campamento de Aníbal en Italia para negociar una alianza como enemigos comunes de Roma. Sin embargo, Roma descubrió este acuerdo cuando los emisarios de Filipo, junto con los de Aníbal, fueron capturados por una flota romana. Queriendo evitar que Filipo ayudara a Cartago en Italia o cualquier otro lugar, Roma buscó aliados en Grecia para hacer una guerra por delegación contra Macedonia en su lugar, encontrándolos en la Liga Etolia de ciudades-estado griegas en el Egeo en la actual Turquía, los ilirios al norte de Macedonia y las ciudades-estado de Pérgamo y Rodas, que hoy en día se encuentran en el Egeo en la actual Turquía.

Macedonia durante el reinado de Filipo V.

En la primera guerra macedónica, Roma solo se implicó directamente en algunas operaciones terrestres, y cuando los etolios pidieron la paz con Filipo, la pequeña fuerza expedicionaria romana, sin más aliados en Grecia, pero habiendo conseguido su objetivo de mantener ocupado a Filipo y evitar que ayudara a Aníbal, estaba lista para firmar la paz. Roma y Macedonia firmaron un tratado en Fenice en 205 a. C., que prometía a Roma una pequeña indemnización, y que formalmente terminaba con la primera guerra macedónica.
En 200 a. C., Macedonia empezó a ocupar territorio reclamado por varias ciudades estado griegas, y estas solicitaron ayuda de su nuevo aliado, Roma. Roma le dio a Filipo un ultimátum por el que debía someter Macedonia para que fuera esencialmente una provincia romana. Filipo, naturalmente, lo rechazó y, tras cierta renuencia interna a mayores hostilidades, Roma le declaró la guerra a Filipo en la segunda guerra macedónica. En la batalla del Aoo, las fuerzas romanas de Tito Quincio Flaminino vencieron a los macedonios, y en 197 a. C., en una segunda batalla de mayor envergadura, bajo los mismos comandantes, la batalla de Cinoscéfalos, Flaminino volvió a vencer a los macedonios de forma contundente. Macedonia se vio forzada a firmar un tratado por el que renunciaba a todas sus reivindicaciones sobre el territorio de Grecia y Asia y tenía que pagar una indemnización de guerra a Roma.
Entre la segunda y la tercera guerra macedónica, Roma encaró más conflictos en la región debido a una cambiante maraña de rivalidades, alianzas y ligas que buscaban obtener mayor influencia. Después de la derrota de Macedonia en la segunda guerra macedónica de 197 a. C., la ciudad-estado griega de Esparta entró en el vacío de poder parcial de Grecia. Temiendo que los espartanos adquirieran un control cada vez mayor de la región, los romanos recurrieron a la ayuda de sus aliados para embarcarse en la guerra entre Roma y Esparta, venciendo al ejército espartano en la batalla de Gitión en 195 a. C. También lucharon con sus anteriores aliados, la Liga Etolia, en la Guerra Etolia, contra los istrianos en la Guerra Istriana, contra los ilirios en las Guerras Ilíricas, y contra Acaya en la Guerra Acaya.
Luego Roma centró su atención en Antíoco III del Imperio Seléucida, al este. Tras unas lejanas campañas en Bactria, India, Persia y Judea, Antíoco se trasladó a Asia Menor y Tracia para proteger varios pueblos costero, un movimiento que le llevó a entrar en conflicto con los intereses romanos. Una fuerza romana bajo el mando de Manio Acilio Glabrio venció a Antíoco en la batalla de las Termópilas y le forzaron a evacuar Grecia: luego los romanos persiguieron a los seléucidas más allá de Grecia, venciéndolos de nuevo en las batallas navales de Eurimedonte y Mioneso, y finalmente en la decisiva batalla de Magnesia.
En 179 a. C., Filipo murió y su talentoso y ambicioso hijo, Perseo, tomó el trono y mostró un renovado interés en Grecia. También se alió con los belicosos Bastarnos, y tanto esto como sus acciones en Grecia violaron posiblemente el tratado que firmó su padre con los romanos o, si no, ciertamente no era «comportarse como debe hacerlo un subordinado [según Roma]». Roma le declaró de nuevo la guerra a Macedonia, dando comienzo a la tercera guerra macedónica. Inicialmente, Perseo tuvo más éxitos militares contra los romanos que su padre, al ganar la batalla de Callicinus contra un ejército consular romano. Sin embargo, como con casi todos estos atrevimientos de la época, Roma respondió simplemente enviando otro ejército. El segundo ejército consular venció debidamente a los macedonios en la batalla de Pidna en 168 a. C. y los macedonios, sin las reservas de que disponían los romanos y con el rey Perseo capturado, capitularon, dando fin a la tercera guerra macedónica.
La cuarta guerra macedónica, que tuvo lugar desde 150 a. C. hasta 148 a. C., fue la guerra final entre Roma y Macedonia. Comenzó cuando Andrisco usurpó el trono macedonio. Los romanos reunieron un ejército consular bajo el mando de Quinto Cecilio Metelo, que venció con rapidez a Andrisco en la batalla del Pidna del 148 a. C.